# Arctic Challenge Exercise 2015
Arctic Challenge Exercise 2015 (ACE 15) var en militärövning som inleddes 25 maj och pågick till den 4 juni 2015 i luftrummet över norra Sverige, Norge och Finland. Övningsområdet sträcker sig från Treriksröset i norr till en linje Hemavan-Storuman-Lycksele i söder. Sverige, Finland och Norge stod tillsammans för värdskapet. Militärövningen genomfördes för andra gången. 3600 soldater och 115 flygplan från nio olika länder deltog. Sverige, Finland och Schweiz genomförde övningen tillsammans med Nato-ländena; Norge, Storbritannien, Frankrike, Tyskland, Nederländerna och USA med US Air Force Europe.

## ACE 15:s syfte och organisation
Syftet med övningen var "att öva utförandet av komplicerade flygoperationer samt samverka inom ramen för en internationella fredsfrämjande krishanteringsinsats under FN:s mandat". Sveriges försvarsmakt har varit tydliga med att syftet med övningen var att skicka en ”säkerhetspolitisk signal”. Övningen gick ut på att bygga upp ett fiktivt spel om Arktis. 
Norge var övningsledare och huvudansvarig för övningen som leddes av Nato[källa behövs], med Bodø i Norge som bas. Som flygbaser i Sverige användes Norrbottens flygflottilj (F 21) vid Luleå flygplats och Jokkmokks flygbas, i Norge flygplatserna i Bodø och Örland, samt i Finland Rovaniemi flygplats.
De svenska förband som ingick i övningen var Högkvarteret, Artilleriregementet, och Luftstridsskolan (Stril), Livgardet, Militärregion Nord, Försvarsmaktens logistik samt Försvarsmaktens telenät- och markteleförband. Bland annat deltog Sveriges 211:a, 212:e,  171:a stridsflygdivisionen och Flygvapnets utvecklingsenhet TU Jas med Jas 39 Gripen, ett stridsledningsflygplan av typen ASC 890 och ett tankerflygplan.
Finland deltog med F-18 Hornet, Frankrike med Mirage 2000, Schweiz med F/A-18 Hornet, Tyskland med Eurofighter samt tankerflyget MRTT, skolflygplanet PC-9 och störflygplan. Nederländerna med tankerflyget KDC-10. Norge och USA med F-16 Fighting Falcon och Storbritannien med Hawk 2000, Tornado samt tankerflyg och störflygplan. Nato deltog med två Awacs-flygplan. Den 5 juni, dagen efter att ACE 15 avslutades, inleddes Baltops 2015 på svenskt, polskt samt internationellt vatten i Östersjön.

### Galleri av stridsflyg som deltog i ACE 15

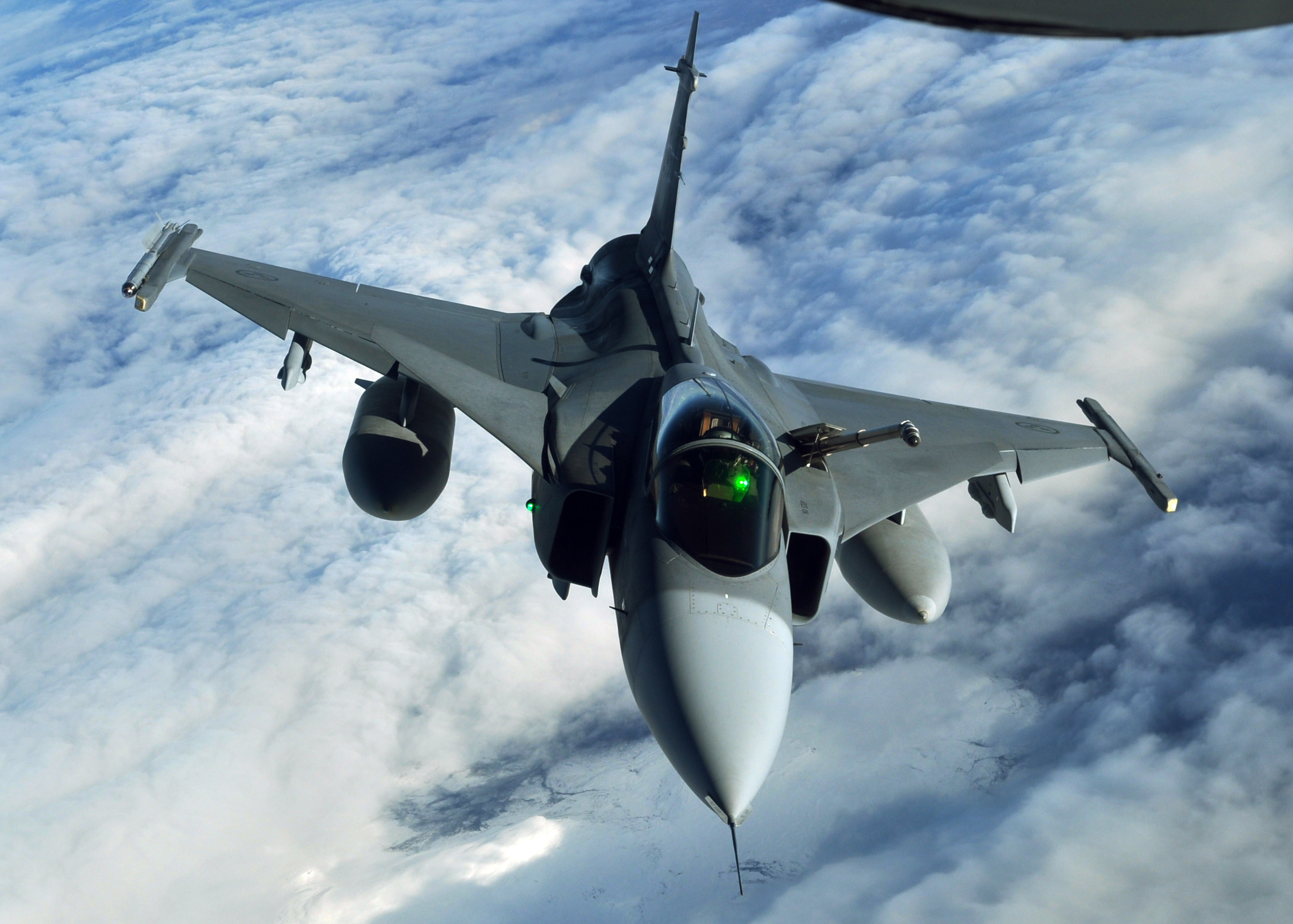
Jas 39 Gripen
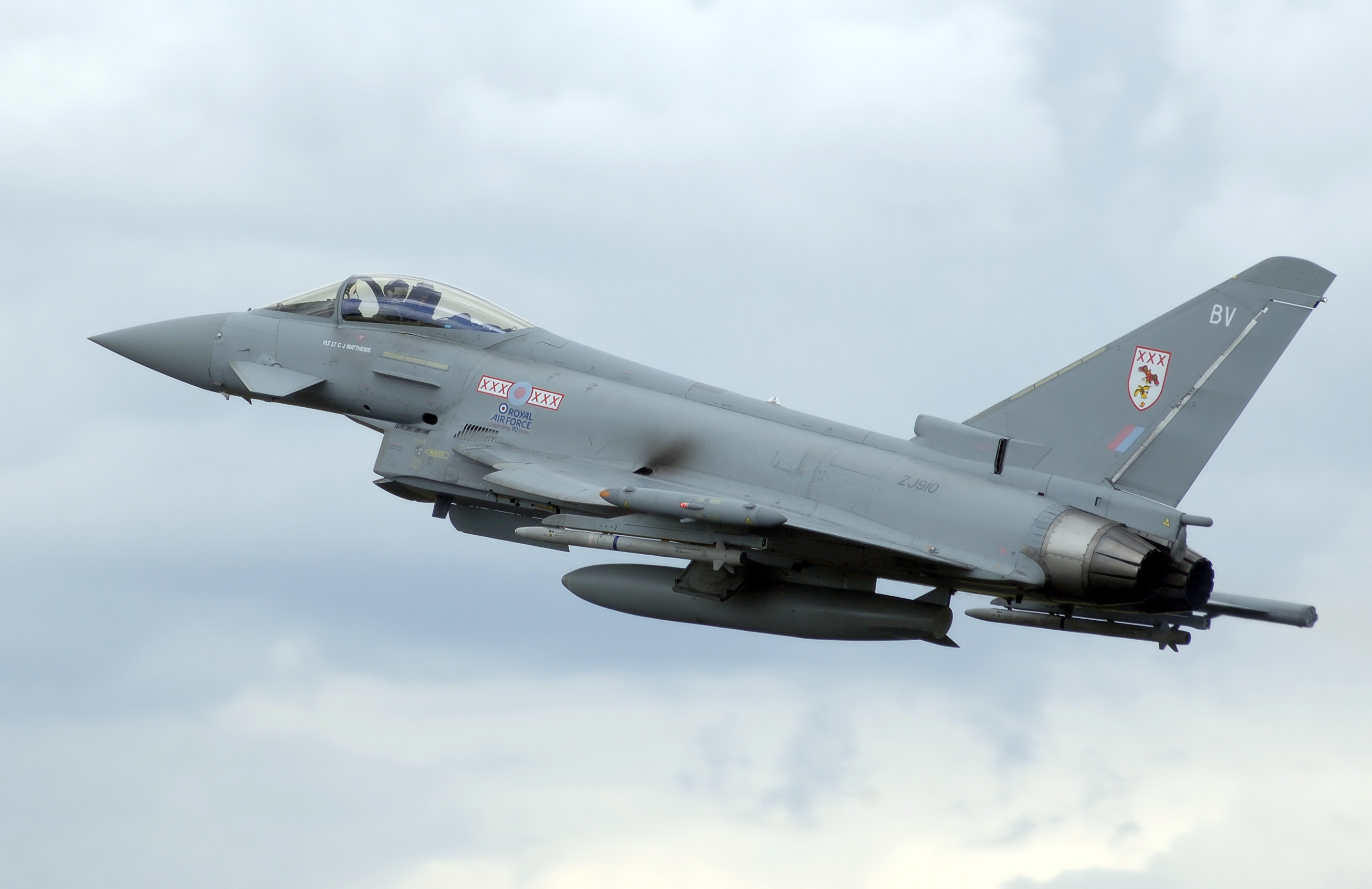
Eurofighter
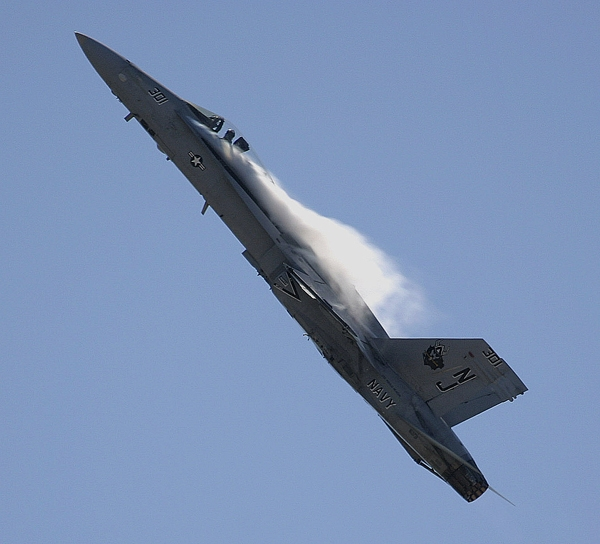
F-18 Hornet
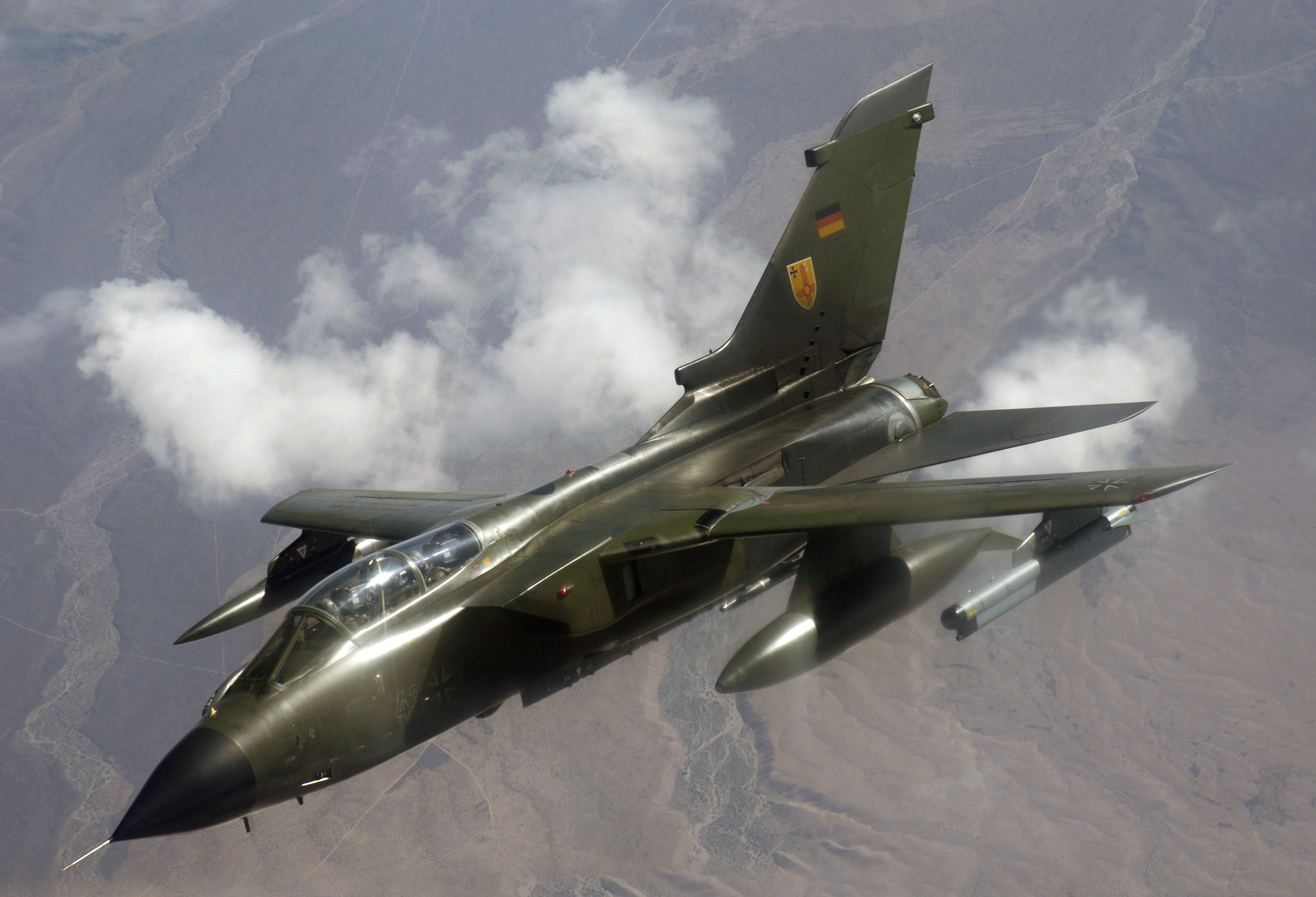
Tornado
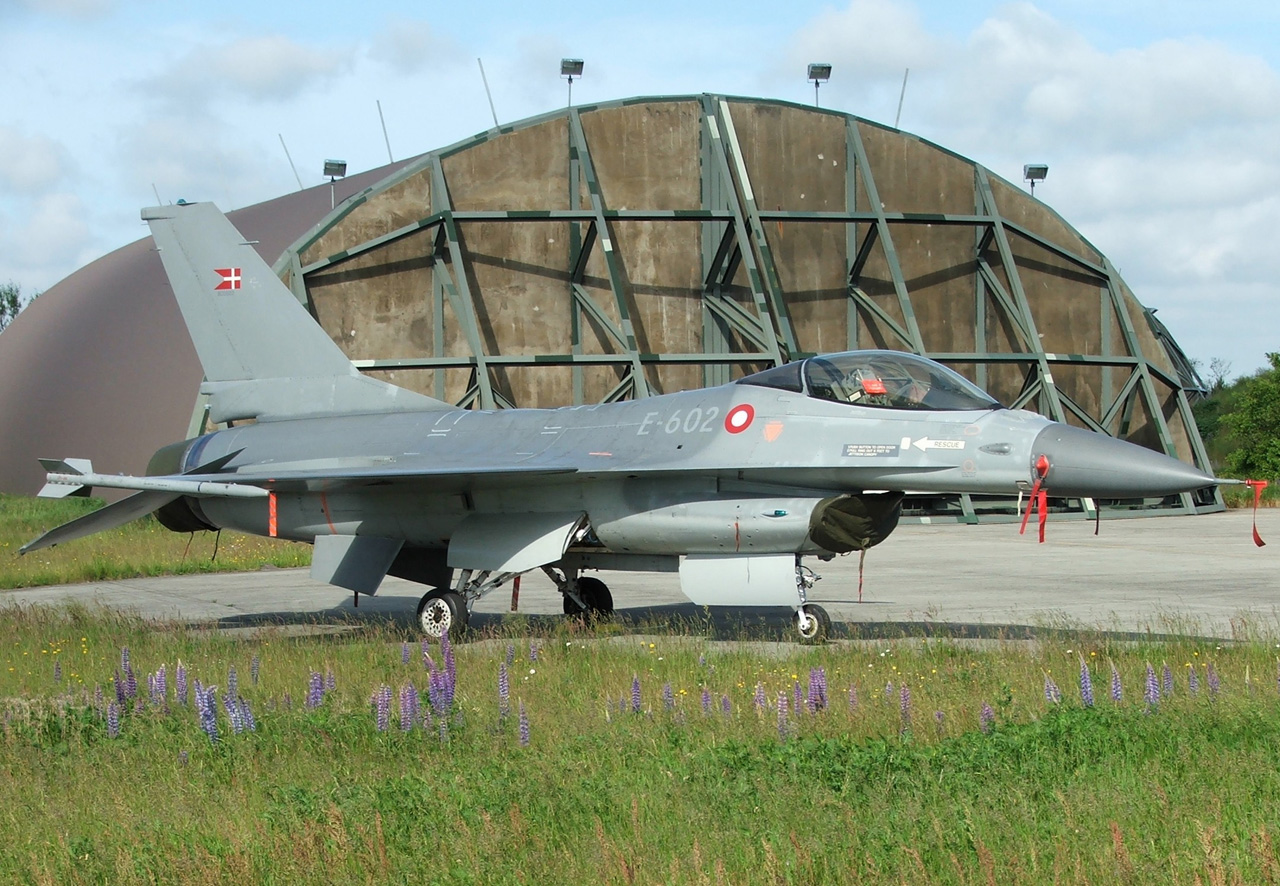
F-16 Fighting Falcon

## Svenska debatten om ACE 15
I Sverige skapade ACE 15 en debatt om Sveriges militärövning med Nato-länder, där anhängare menade att den var nödvändig och viktig på grund av utvecklingen i Ryssland, medan motståndare ansåg att den äventyrar Sveriges säkerhet.
Militärövningen har även kritiserats för att vara ett led i ett svenskt närmande till Nato. I april 2015 skrev 31 namnkunniga kulturarbetare på DN Debatt att "det är en krigsövning som leder till ökad militarisering".
Sveriges före detta Moskvaambassadör Sven Hirdman uttalade i samband med ACE 15 -"I stället för att leka krig med Nato i Norden borde regeringen jobba på att nå avspänning mellan kraftblocken. I och med detta kan man dra inspiration av Olof Palme."

## Rysslands reaktion på ACE 15
Samtidigt som ACE 15 inleddes, så inledde Ryssland en fyra dagar lång militärövning med upp till 12 000 soldater och 250 stridsflyg och helikoptrar samt närmare 700 vapentyper. Bland annat avfyrade flyg kryssningsrobotar mot övningsmål i delrepubliken Komi, väster om Uralbergen. Den ryska militärflygövningen sker på order av president Vladimir Putin, som även är landets högsta befälhavare, och tjänar som förberedelse för en omfattande strategisk militärövning senare i år, Center-2015.